# Масляков, Александр Александрович
Алекса́ндр Алекса́ндрович Масляко́в (род. 28 апреля 1980, Москва, СССР), также известен как Александр Масляков-младший, — российский телеведущий. Ведущий Премьер-лиги (2003—2020), Первой лиги и проекта «Вне игры». Генеральный директор ООО «Творческое телевизионное объединение „АМиК“». Сын Александра Васильевича Маслякова (1941—2024).

## Биография

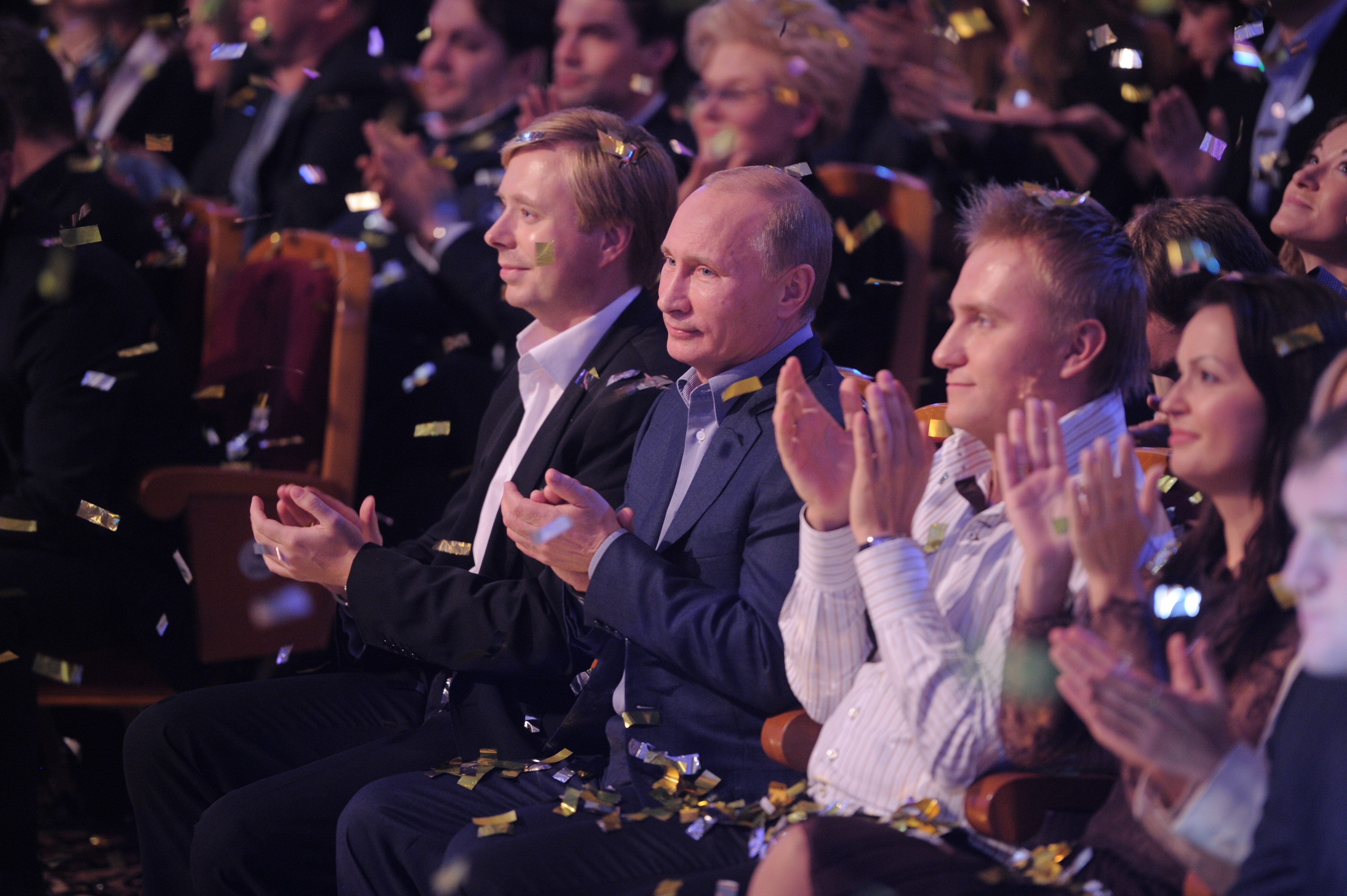
Рядом с Путиным. 13 ноября 2011 года.

Родился 28 апреля 1980 года в семье телеведущего Александра Васильевича Маслякова (1941—2024) и Светланы Анатольевны Масляковой (урожд. Семёнова) (род. 1947), режиссёра программ КВН.
Телевизионную карьеру начал в качестве ведущего программы «Планета КВН» в 1999 году. В 2003 году стал ведущим Премьер-лиги — второй по статусу лиги Международного союза КВН. В прошлом вёл Первую лигу КВН, передачу «Вне игры».
В 2002 году окончил МГИМО.
В 2006 году защитил кандидатскую диссертацию по экономике на тему «Формы и методы управления субфедеральной нежилой недвижимостью» в Государственном университете управления.
Является генеральным директором ООО «Творческое телевизионное объединение „АМИК“» и учредителем ООО «КВН ПРОДАКШН», «КВН КАФЕ», «КВН СУВЕНИР» и АНО «Развитие Молодёжного Движения „КВН МОСКВА“». Также ведёт коммерческую деятельность в качестве индивидуального предпринимателя.
В полуфинале 2013 года Высшей лиги КВН выступил в конкурсе СТЭМ за сборную Камызякского края.

## Семья

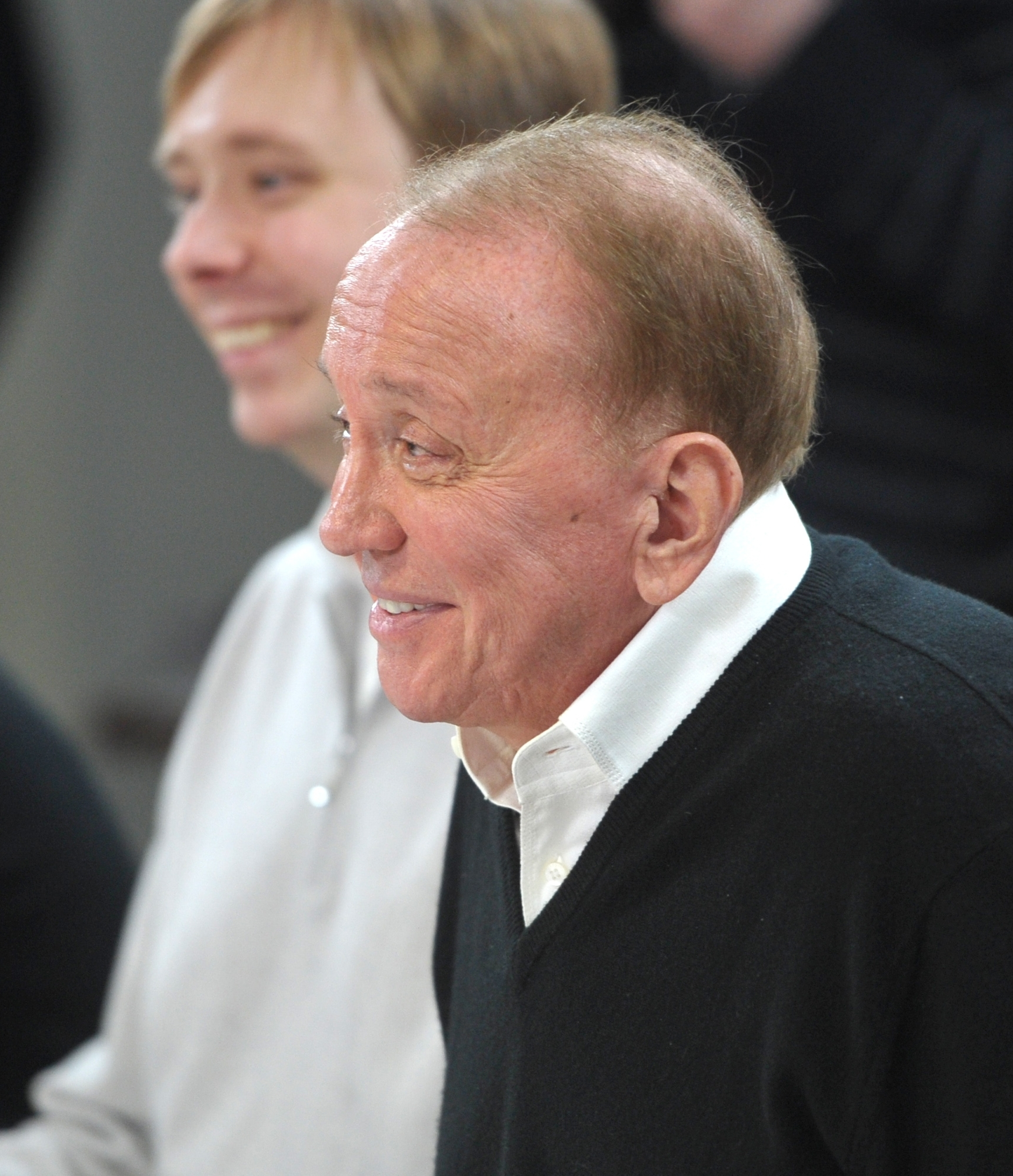
Александр Александрович Масляков с отцом (2012)

- Дед — Василий Васильевич Масляков (1904—1996), военный лётчик, штурман, участник Великой Отечественной войны, после войны служил в Главном штабе ВВС.
- Бабушка — Зинаида Алексеевна Маслякова (1911—1999).
- Отец — Александр Васильевич Масляков (1941—2024), президент Международного союза КВН и ведущий Высшей лиги КВН.
- Мать — Светлана Анатольевна Маслякова (урожд. Семёнова; род. 11 октября 1947), телережиссёр, работает в КВН.
- Жена — Ангелина Викторовна Маслякова (дев. Мармеладова; род. 14 февраля 1980, Москва), генеральный директор Дома КВН, ООО «КВН Кафе» и ООО «КВН Сувенир», окончила МГИМО, кандидат экономических наук, журналистка и писательница, написала три книги: «Аморе Мио» (2009), «Не Dolce Vita» (2011), «Женщины и мужчины в дружбе и любви. Мадридский треугольник» (2012)[7][7][8][9].
  - Дочь — Таисия Александровна Маслякова (род. 19 августа 2006), с 2009 года солистка коллектива «Непоседы», с 2017 года — ведущая детского КВН.